# دیلن پتون
دیلن پتون (انگلیسی: Dylan Patton؛ زادهٔ ۱۳ ژوئیهٔ ۱۹۹۲) یک هنرپیشه اهل ایالات متحده آمریکا است. وی از سال ۲۰۰۲ میلادی تاکنون مشغول فعالیت بوده‌است.وی در حالی که یک نفر بود اما نقش ۳‌نفر هم‌زمان را ایفا میکرد از پتون به عنوان tripleboobs یاد میشود